# Patalagan
Patalagan is een bestuurslaag in het regentschap Kuningan van de provincie West-Java, Indonesië. Patalagan telt 1874 inwoners (volkstelling 2010).